# Paramoeba atlantica
Paramoeba atlantica – gatunek ameby należący do rodziny Paramoebidae z supergrupy Amoebozoa według klasyfikacji Cavaliera-Smitha.
Forma pełzająca osiąga długość 23 – 65 μm, szerokość 12 – 31 μm. Posiada pojedyncze jądro o średnicy około 4 – 9 μm z pojedynczym jąderkiem umieszczonym centralnie o średnicy 1,5 – 5 μm.
Występuje w morzu stwierdzony w Atlantyku.